# Конарев, Василий Григорьевич
 Конарев Василий Григорьевич  (24 декабря 1915, с. Голубовка — 27 января 2006, Санкт-Петербург) — генетик, доктор биологических наук (1955), профессор (1956), академик ВАСХНИЛ (1978), почетный академик АН РБ. Заслуженный деятель науки Башкирской АССР (1965).

## Биография
Конарев Василий Григорьевич родился 23 декабря 1915 года в с. Голубовка Сорочинского района Оренбургской обл. Отец, Конарев Григорий Васильевич, крестьянин, участник Первой мировой и гражданской войн, работал агрономом, преподавателем биологии в средней школе.
Василий Григорьевич в школе колхозной молодежи, потом в Сорочинском животноводческом техникуме. В 1938 году Конарев Василий Григорьевич окончил Куйбышевский государственный педагогический институт. В студенческие годы играл в струнном оркестре института (играл на домре).
С 1941 по 1942 год работал на оборонных работах и работах по сохранению Мировой коллекции ВИР в условиях блокады. 20 января 1942 г вместе с другими аспирантами и сотрудниками ВИР по «дороге жизни» эвакуирован в г. Омск. 15 мая 1942 г. призван в армию. Был курсантом 1-го Омского военно-пехотного училища. Получил звание лейтенанта.
С 1942 по 1945 г воевал на фронтах Великой Отечественной войны. Прошел с боями от Ельни до Берлина. Имел два ранения и четыре контузии. Получил шесть благодарностей от Верховного главнокомандующего, награждён медалями и орденом Красной Звезды.
После войны работал в Никитском ботаническом саду. 22 июня 1946 году защитил кандидатскую диссертацию. С 1946 по 1956 г. — старший преподаватель, заведующий кафедрой ботаники Оренбургского государственного педагогического института, с 1955 г. — заместитель директора по научной части Чкаловского педагогического института. В 1955 г. В. Г. Конареву присвоена ученая степень доктора биологических наук, а в 1956 — звание профессора.
В 1956 года был переведен на работу в систему АН СССР и назначен директором Института агробиологии Башкирского филиала Академии.
С 1956 по 1966 годы — директор Института биологии Башкирского филиала АН СССР, Руководитель (1967—1997), главный научный сотрудник-консультант (с 1998 г.) отдела молекулярной биологии Всероссийского НИИ растениеводства.
В 1975 году В. Г. Конарев избран членом-корреспондентом ВАСХНИЛ, в 1978 г. — академиком ВАСХНИЛ — ныне Россельхозакадемия (РАСХН).
Научные интересы Конарева — генетика. На основе специфичности и полиморфизма белков он разработал принципы белковых маркеров, позволяющие изучать происхождение геномов культурных растений. Им проводились работы по выяснению роли белков и нуклеиновых кислот в морфогенезе растений. Результатом фундаментальных исследований было создание принципов и методов сортовой идентификации и регистрации генофонда сортов культурных растений и их диких сородичей; разработка молекулярных методов для решения фундаментальных и прикладных проблем прикладной ботаники, генетики и селекции.
Почетный академик АН РБ, он состоял в отделении сельскохозяйственных наук АН РБ. В Уфе и Ленинграде он подготовил 67 кандидатов наук.
Семья: жена, Ида Адольфовна Лихтнер — литератор, сыновья Алексей Васильевич и Александр Васильевич — доктора биологических наук, внучка Настя.

## Труды
Опубликовано около 450 научных трудов ученого, в том числе 110 книг и брошюр. Некоторые из них:
- Конарев В. Г. Нуклеиновые кислоты и морфогенез растений. — М., 1959. — 347 с.
- Физиологические и биохимические аспекты гетерозиса и гомеостаза растений. — Уфа, 1976 (соавт.)
- Конарев В. Г. Белки растений как генетические маркеры. М., 1983;
- Конарев В. Г. Молекулярно-биологические аспекты прикладной ботаники, генетики и селекции. М., 1993
- Конарев В. Г. Белки растений как генетические маркеры. — М., 1983. — 320 с.
- Конарев В. Г. Идентификация сортов и регистрация генофонда культурных растений по белкам семян. — СПб., 2000. — 186 с.
- Конарев В. Г. Морфогенез и молекулярно-биологический анализ растений. — 2-е изд., перераб. и доп. — СПб., 2001. — 417 с.

## Награды
Конарев Василий Григорьевич награждён орденами Отечественной войны I степени (1945), Красной Звезды (1944), медалями СССР, золотой медалью ВДНХ.